# Stanton (efternamn)
Stanton är ett engelskt efternamn.

## Personer med efternamnet Stanton
- Andrew Stanton (född 1965) amerikansk filmmakare och skådespelare
- Edwin M. Stanton (1814–1869) amerikansk minister
- Elizabeth Cady Stanton (1815–1902) emerikansk suffragett och feministteolog
- Eric Stanton (1926–1999) amerikansk fetischillustratör och serietecknare
- Frank Lebby Stanton (1857–1927) amerikansk sångtextförfattare
- Giancarlo Stanton
- Harry Dean Stanton (1926–2017) amerikansk skådespelare
- Joseph Stanton Jr. (1739–1807) amerikansk kongressman och senator
- Ryan Stanton (född 1989) kanadensisk ishockeyspelare